# Aksai Čin

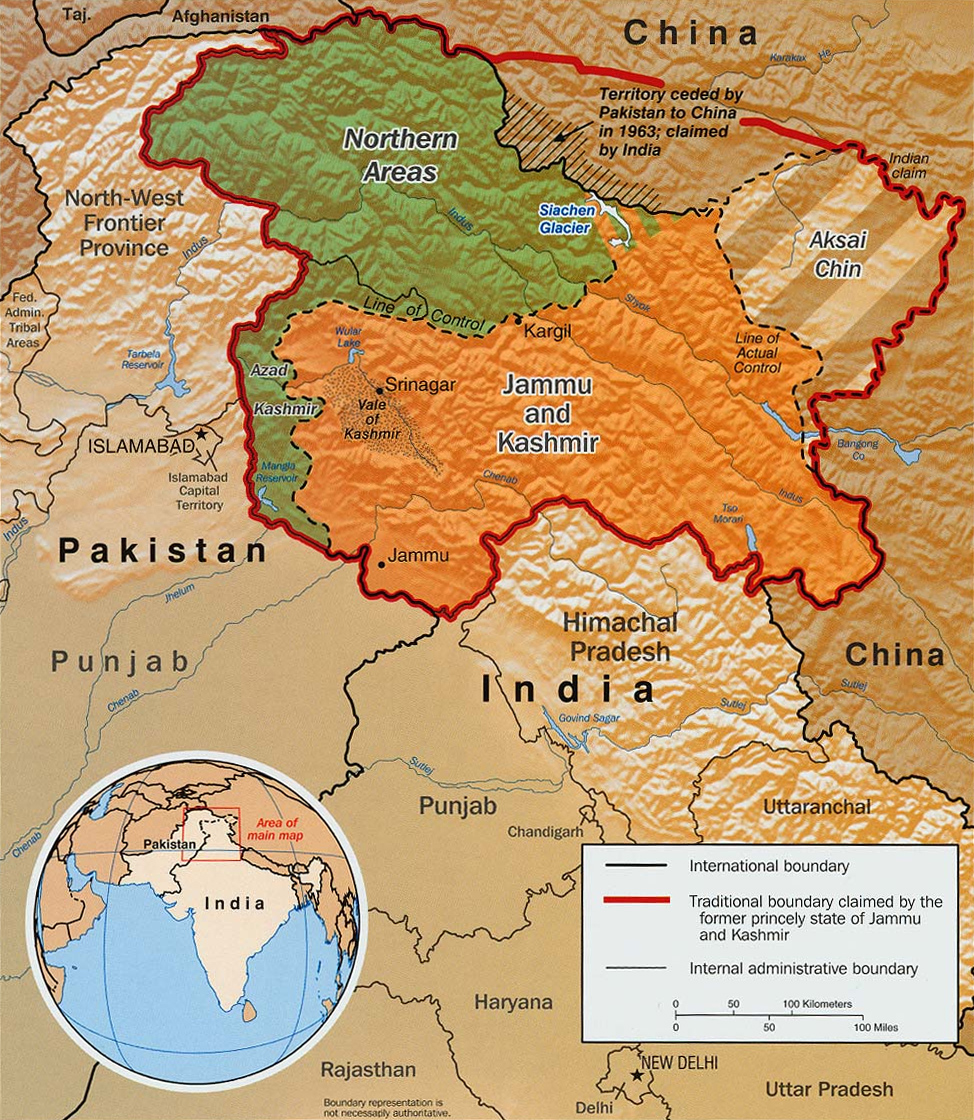
Mapa Kašmíru s Aksai Činem (vyznačen vpravo pruhovaně)

Aksai Čin (čínsky 阿克赛钦, pchin-jin Ākèsàiqīn; hindsky अक्साई चिन; urdsky اکسائی چن; v českém překladu „Pustina bílých skal“) je sporné vysokohorské území nacházející se mezi Tibetem, Sin-ťiangem a Kašmírem. Geograficky se jedná o část Tibetské náhorní plošiny. Aksai Čin je velice řídce obydlen.
Indie považuje Aksai Čin za součást Kašmíru (resp. Ladákhu) a tudíž i Indie. Čínská lidová republika považuje Aksai Čin za součást Sin-ťiangu, resp. Tibetské autonomní oblasti a tudíž i Číny. Území se nachází na čínské straně Linie aktuální kontroly a je tedy pod čínskou kontrolou. Přestože si na Kašmír činí územní nárok i Pákistán, ve vztahu k Aksai Činu uznává, že je součástí ČLR.
Spor o plošinu Aksai Čin je jedním ze dvou hlavních územních sporů mezi Čínou a Indií. Druhým je spor o tzv. Jižní Tibet, území východně od Bhútánu, kde Číňané nárokují většinu teritoria indického svazového státu Arunáčalpradéš a malý pruh území svazového státu Ásám.
Koncem 50. let 20. století, když Indie zjistila, že ČLR staví přes Aksai Čin strategickou silnici spojující Tibet se Sin-ťiangem, vzniklo mezi oběma státy napětí. V říjnu 1959 došlo v oblasti k prvním přestřelkám, které v září až listopadu 1962 vyvrcholily v Čínsko-indické pohraniční válce, jež skončila čínským vítězstvím.